# Eugenio Arduino
Eugenio Arduino (Ormea, 18 novembre 1846 – Ormea, 27 aprile 1917) è stato un pittore italiano.
Figlio di un calzolaio, Eugenio Arduino aveva due fratelli e tre sorelle. Da ragazzo visse ad Ormea, ma a 10 anni, grazie all'aiuto del marchese Ferrero, si trasferì a Torino per studiare all'accademia d'arte.
Si rivelò pittore di grande talento, tanto che il marchese avrebbe voluto tenerlo con sé, ma Arduino preferì ritornare nella sua città natale.
Rimase ad Ormea in una casa in via Roma, dove abitava con il padre e le sorelle. I suoi dipinti furono tutti di carattere religioso e costituiscono ancora la decorazione nella Chiesa Parrocchiale, nella chiesa di Prale e in quella di Borgo di Garessio. Inoltre rimangono di lui ancora molti piloni e quadri dipinti.
Lasciò numerose decorazioni e pitture in non poche Chiese della Liguria, ad Onzo, Pontedassio ed in altri luoghi.
Oltre che pittore, egli fu anche organista e cantore, ma per le sue opere non volle mai ricompense in denaro.